# The Juniper Tree (opéra)
Pour les articles homonymes, voir Juniper Tree.
The Juniper Tree est un opéra minimaliste en deux actes pour solistes, chœur et ensemble, composé en 1984 par Philip Glass et Robert Moran, sur un livret de Arthur Yorinks (de) d'après un conte des frères Grimm, Le Conte du genévrier. Commande de l'American Repertory Theater de Cambridge (Massachusetts), la première mondiale de l'œuvre a eu lieu le 11 décembre 1985 sous la direction musicale de Richard Pittmann. Une version concert fut donnée le 20 mars 2007 au Lincoln Center (Alice Tully Hall) de New York sous la direction de Robert Bass (en),.
L’œuvre est ensuite jouée au Collège Saint-Charles-Garnier de Québec par le Théâtre des Petites Garnottes le 10 septembre 2010 sous la direction de Lili Lorenzana-Bilodeau pour la première canadienne, et au Couvent (Rosina Auditorium) d'Abbotsford, dans la banlieue de Melbourne, le 15 octobre 2011 pour la première australienne. Elle est présentée à nouveau au Québec à l’initiative de Romain Pollet en février 2022 par l’Atelier d’opéra du Conservatoire de musique de Montréal (Théâtre rouge), dans une mise-en-scène de Marie-Nathalie Lacoursière et sous la direction de Jacques Lacombe,,.

## Argument
Un jeune couple tente d'avoir un enfant. À la suite d'un vœu formulé sous un genévrier, la mère tombe enceinte et donne naissance à un petit garçon au prix de sa propre vie. Ne pouvant rester seul pour s’occuper de l’enfant, le père décide de se marier à nouveau avec une femme qui a déjà une fille et qui devient rapidement jalouse de son beau-fils. La mégère le tue et découpe le corps pour le servir comme repas le soir même. Mais sa fillette, attristée par le geste de sa mère, enterre les os de l'enfant au pied du genévrier. C'est à cet endroit qu'il va se réincarner en magnifique oiseau au chant divin, qui charmera tout le village et entraînera la belle-mère à la psychose et à la mort.

## Personnages
| Rôle                     | Type de voix   | Distribution à la création, 11 décembre 1985 Direction : Richard Pittmann |
| ------------------------ | -------------- | ------------------------------------------------------------------------- |
| The husband              | baryton        | Sanford Sylvan                                                            |
| His wife                 | soprano        | Jayne West                                                                |
| The son/the juniper bird | soprano        | Lynn Torgove                                                              |
| The stepmother           | mezzo-soprano  | Valerie Walters                                                           |
| Her daughter             | soprano        | Janet Brown                                                               |
| The goldsmith            | basse          | David Stoneman                                                            |
| The cobbler              | baryton        | Thomas Derrah                                                             |
| The miller               | ténor          | William Cotton                                                            |
| Village folk             | chœur          |                                                                           |
| Mama bird                | soprano        |                                                                           |
| Baby birds               | voix d'enfants |                                                                           |

## Structure
Avec entre parenthèses, l'auteur qui a composé la section (30 minutes pour Glass et 42 minutes pour Moran) :
- Acte I
  - Prologue (Glass)
  - Scène 1 (Moran)
  - Scène 2 (Moran)
  - Scène 3 (Glass)
  - Bird Song (Glass)
  - Epilogue (Moran)

- Acte II
  - Scène 1 (Glass)
  - Interlude (Moran)
  - Scène 2 (Moran)
  - Scène finale - Trio (Moran)

## Discographie
- The Juniper Tree Orchestra (constitué spécialement pour la première mondiale) dirigé par Richard Pittmann, enregistré en 1985. Orange Mountain Music (juin 2009).